# Bloedbad van Manilla

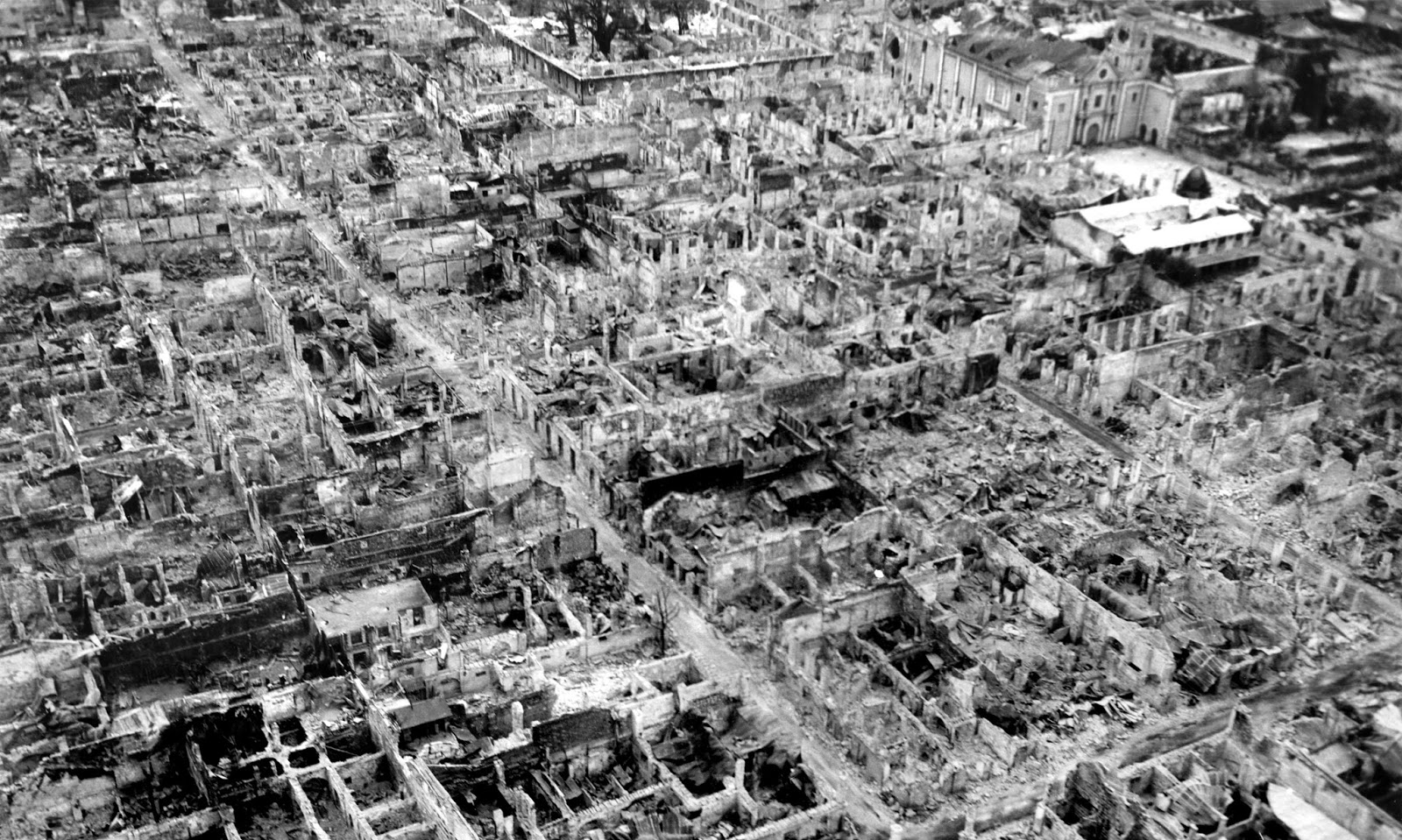
Luchtfoto van een verwoest Manilla in mei 1945

Het Bloedbad van Manilla was een massamoord die in februari 1945 door Japanse troepen tegen Filipijnse burgers werd begaan tijdens de Slag om Manilla.

## Beschrijving
Om een zo groot mogelijk leger te behouden voor de defensieve operatie van Luzon beval de generaal van het Japanse Keizerlijke Leger Tomoyuki Yamashita de terugtrekking van zijn troepen uit Manilla. Ondanks het bevel bleven 10.000 mariniers en 4000 soldaten onder leiding van viceadmiraal Sanji Iwabuchi achter in Manilla. Omdat de Amerikanen samen met troepen van het Gemenebest van de Filipijnen snel naar Manilla konden oprukken, ontstonden er grote gevechten met de overgebleven Japanners.
Tussen de gevechten door reageerden de Japanners hun frustratie en woede af op de burgers. Mannen, vrouwen, kinderen, krijgsgevangenen, artsen, verpleegsters en patiënten in ziekenhuizen werden onthoofd, doodgestoken of verminkt. Duizenden Filipijnse vrouwen en meisjes werden verkracht en vervolgens doodgestoken. Verschillende westerse en oosterse bronnen melden dat er tijdens het bloedbad rond de 100.000 slachtoffers vielen.
Tijdens het militair tribunaal na de Tweede Wereldoorlog werd generaal Yamashita verantwoordelijk gehouden voor dit bloedbad. Hoewel hij al zijn troepen had bevolen Manilla te verlaten en geen controle had over de overgeblevenen, werd hij toch veroordeeld en geëxecuteerd wegens het plegen van deze oorlogsmisdaden door Japanse troepen.